# Extrém vasalás

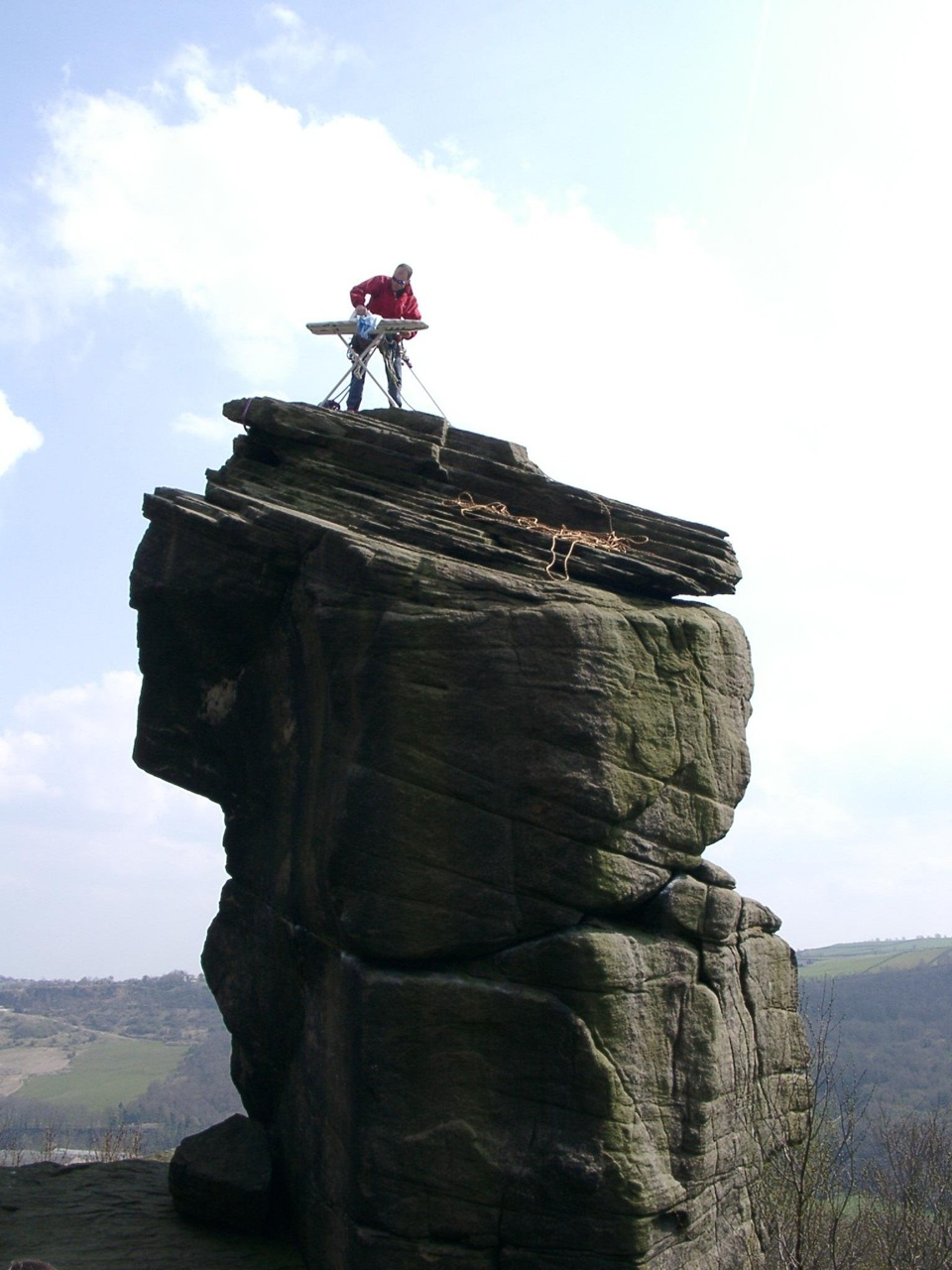
Extrém vasalás a Rivelin Needle-nél (Rivelin Rocks), az Egyesült Királyságban

Az extrém vasalás (angolul extreme ironing) egy extrém sport. A versenyzők különböző helyszínekre visznek vasalóállványokat és esetenként veszélyes környezetben végzik a vasalást.

## Története
Az ötlet állítólag Tony Hiam angol fiatalembertől származik, aki a szabad téren való vasalással kigúnyolta sógorát, aki még kempingezés alatt is vasalt ruhát akart viselni. Hiam a hegycsúcsokon túl számos szokatlan helyszínen, így repülőtéri várótermben is vasalt.  Egy leicesteri angol, Phil Shaw kombinálta a vasalást a sziklamászással. Ő találta ki 1997-ben, hogy rendezzenek a kültéri vasalásból versenyeket. A sportág népszerűsítésére Shaw  1999-ben világ körüli utat tett; felkereste az Amerikai Egyesült Államokat. a Fidzsi-szigeteket, Új Zélandot, Ausztráliát és Dél-Afrikát. 
Az internet elterjedésével szokássá vált a sziklamászás közben készült felvételek feltöltése.